# Набэсима Наоёси (1763—1820)
Набэсима Наоёси (яп. 鍋島 直宜, 4 апреля 1763 — 7 февраля 1820) — японский даймё периода Эдо, 8-й правитель княжества Касима (1770—1800).

## Биография
Родился в Оги как четвёртый сын Набэсимы Наокадзу, 6-го даймё Оги. Мать, Мацуко, родная дочь Годзё Тамэнори и приёмная дочь Набэсимы Мунэнори, 7-го даймё Саги. В 1770 году приёмный отец Наоёси, Набэсима Наохиро, 7-й даймё Касимы, стал даймё Саги и сменил имя на Харусигэ, после чего Наоёси стал следующим даймё Касимы.
В 1800 году Наоёси передал княжество своему приёмному сыну Набэсиме Наонори и вышел в отставку. В 1820 году Набэсима Наоёси умер в возрасте 56 лет.
Был женат на Тэйсо-ин, дочь Набэсимы Харусигэ.